# 안드레아 바르찰리
안드레아 바르찰리(이탈리아어: Andrea Barzagli, Ufficiale OMRI, 1981년 5월 8일 ~ )는 이탈리아의 전 축구 선수로, 포지션은 중앙 수비수이다.

## 클럽 경력
1998-99 시즌, 바르찰리가 처음으로 프로선수 생활을 시작한 클럽은 반프로 클럽인 론디넬라 칼초였다. 이후 그는 2000-01 시즌에 세리에 B의 AC 피스토이에세로 공동소유 계약을 맺으며 이적하였다. 1년 후, 그는 세리에 C2의 론디넬라 칼초로 돌아갔다. 그는 이후 2001-02 시즌을 위해 아스콜리 칼초로 이적하였고, 팀의 세리에 B 승격을 도왔다. 그는 아스콜리에 1년 더 잔류하였으나 큰 성과를 거두지 못하였다. 2003년 7월, 그는 피아첸차로 공동소유 매각되었다. 그는 AC 키에보베로나로 이적하며 2003년 8월에 1-1로 비긴 브레시아 칼초전에서 세리에 A 데뷔전을 치루었다. 1년 후, 그는 US 팔레르모에 매각되었다. 바르찰리는 에우게니오 코리니가 논란을 일으키며 2007-08 시즌에 시칠리아를 떠나면서 팀의 주장이 되었다.

### VfL 볼프스부르크
2008년 그는 ACF 피오렌티나와 이적협상 마무리단계까지 돌입하였었다. 바르찰리는 피렌체 출신으로 일찌감치 이적에 흥미를 느꼈다. 바르찰리의 에이전트는 언론에 다음과 같이 말하였다: "우리가 부탁한 것과 그들의 의견차는 좁아졌다. - £100,000의 가격. 안드레아는 피오렌티나에서 활동하기 위해 부를 거부하였으나, 그들은 우리의 부탁을 심사숙고하지 않았다." 이후, 바르찰리는 푸스발-분데스리가의 VfL 볼프스부르크로 이적하였고, 같은 국적의 크리스티안 차카르도와 한팀에 있게 되었다. 그는 등번호 43번을 받았다. 나중에 그가 피오렌티나의 £2.5M짜리 3년 계약을 무시하고 £1.2M의 5년 계약을 한 사실이 밝혀졌다. 이적료는 €12.95M이었다. 바르찰리는 2008-09 시즌 분데스리가의 거의 전경기 출장하였고, 팀은 첫 리그 우승에 성공하였다. 2010년 4월 4일, 그는 TSG 1899 호펜하임을 상대로 첫 골을 득점하여 4-0 승리를 돕기도 하였다.

### 유벤투스 FC
2011년 1월 26일, 바르찰리는 VfL 볼프스부르크를 떠나 세리에 A의 거함 유벤투스 FC와 €300,000 고정과 €300,000 옵션의 계약을 맺으며 이탈리아 무대로 복귀하였다. 바르찰리의 볼프스부르크 계약은 본래 2011년 6월 30일까지 되어 있었다.
안토니오 콘테가 비안코네리의 사령탑으로 내정된 후, 바르찰리는 중추적인 4백들 중 한명이 되었고, 꾸준히 활약하며 국가대표팀에 다시 차출되었다. 그는 2012년 5월 13일에 팀의 첫 골을 아탈란타 BC와의 최종전에서 페널티로 득점하였다. 팀은 2011-12 시즌의 스쿠데토를 차지하였다. 그가 유벤투스에서 넣은 1골은 2012-2013 시즌, 아탈란타전에서 페널티킥으로 넣은 골이 유일하다.
바르잘리가 드디어 골맛을 또 봤다. 15-16시즌 28라운드 아탈란타전에서 골을 기록했다. 유벤투스 커리어 사상 2번째 골이다.

## 국가대표팀 경력
바르찰리는 마르첼로 리피 감독의 호출을 받아 2004년 11월 핀란드와의 경기에서 국가대표팀 경기에 처음으로 출전하였다. 그는 2006년 FIFA 월드컵의 최종 엔트리에 들었으나 주전으로 활약하지 못하였고, 마르코 마테라치가 징계로 결장할 때 오스트레일리아와의 16강전과 우크라이나와의 8강전에 출전하였다. 바르찰리는 UEFA 유로 2008 예선전에서 2-1로 승리한 스코틀랜드전을 포함한 6경기에 출전하였다. 그는 UEFA 유로 2008의 본선에도 참가하였고 파비오 칸나바로가 6월 2일에 훈련에서 부상당하자 네덜란드와의 조별리그 1차전에서 마테라치와 센터백 듀오로 출전하였으나, 0-3 대패를 막지 못하였다. 바르찰리는 이후 키프로스 축구 국가대표팀과의 2010년 FIFA 월드컵 예선전에서 알레산드로 감베리니가 60초만에 부상당한 뒤 교체출장한 것에 그쳤다.
2011년 10월 7일, 3년동안 출전기회를 못잡은 뒤, 그는 세르비아와의 UEFA 유로 2012 예선에서 선발출전 하였다.
2012년 6월 1일, UEFA 유로 2012를 앞두고 잔루이지 부폰이 모르간 데 산크티스와 교체된 뒤 처음으로 국가대표팀 주장완장을 찼다.
2012년 6월 18일, 바르찰리는 레오나르도 보누치를 대신하여 아일랜드전에 출장하였다. 그는 이 조별리그 최종전에서 2-0 승리를 도우며, 팀의 8강행을 도왔다. 그는 2012년 6월 24일에 이어지는 잉글랜드와의 8강전에도 출전하였고, 이 경기도 승부차기 끝에 승리하였다. 2012년 6월 28일, 그는 독일과의 준결승전에서 2-1 승리를 도우며 다시 팀의 성공의 주역이 되었다.

## 출전 통계
| 클럽         | 시즌    | 리그 | 리그 | 코파 | 코파 | 기타 | 기타 | 대륙 | 대륙 | 합계 | 합계 |
| 클럽         | 시즌    | 출전 | 득점 | 출전 | 득점 | 출전 | 득점 | 출전 | 득점 | 출전 | 득점 |
| ------------ | ------- | ---- | ---- | ---- | ---- | ---- | ---- | ---- | ---- | ---- | ---- |
| 론디넬라     | 1998-99 | 28   | 1    |      |      |      |      |      |      | 28   | 1    |
| 론디넬라     | 1999-00 | 23   | 2    | 2    | 0    | 2    | 1    |      |      | 27   | 3    |
| 론디넬라     | 2000-01 | 13   | 1    |      |      |      |      |      |      | 13   | 1    |
| 론디넬라     | 소계    | 64   | 4    | 2    | 0    | 2    | 1    |      |      | 68   | 5    |
| 피스토이세   | 2000-01 | 5    | 0    |      |      |      |      |      |      | 5    | 0    |
| 아스콜리     | 2001-02 | 28   | 1    | 3    | 0    |      |      |      |      | 31   | 1    |
| 아스콜리     | 2002-03 | 18   | 2    | 1    | 0    |      |      |      |      | 19   | 2    |
| 아스콜리     | 소계    | 46   | 3    | 4    | 0    |      |      |      |      | 50   | 3    |
| 키에보       | 2003-04 | 29   | 3    | 1    | 0    |      |      |      |      | 30   | 3    |
| 팔레르모     | 2004-05 | 37   | 0    | 3    | 0    |      |      |      |      | 40   | 0    |
| 팔레르모     | 2005-06 | 35   | 2    | 4    | 0    |      |      | 8    | 0    | 47   | 2    |
| 팔레르모     | 2006-07 | 36   | 1    | 1    | 0    |      |      | 5    | 0    | 42   | 1    |
| 팔레르모     | 2007-08 | 34   | 0    |      |      |      |      | 2    | 0    | 36   | 0    |
| 팔레르모     | 소계    | 142  | 3    | 8    | 0    |      |      | 15   | 0    | 165  | 3    |
| 볼프스부르크 | 2008-09 | 34   | 0    | 3    | 0    |      |      | 8    | 0    | 45   | 0    |
| 볼프스부르크 | 2009-10 | 24   | 1    | 2    | 0    | 1    | 0    | 5    | 0    | 32   | 1    |
| 볼프스부르크 | 2010-11 | 17   | 0    | 1    | 0    |      |      |      |      | 18   | 0    |
| 볼프스부르크 | 소계    | 75   | 1    | 6    | 0    | 1    | 0    | 13   | 0    | 95   | 1    |
| 유벤투스     | 2010-11 | 15   | 0    |      |      |      |      |      |      | 15   | 0    |
| 유벤투스     | 2011-12 | 35   | 1    | 4    | 0    | 1    | 0    |      |      | 39   | 1    |
| 유벤투스     | 2012-13 | 34   | 0    | 4    | 0    | 1    | 0    | 9    | 0    | 48   | 0    |
| 유벤투스     | 2013-14 | 26   | 0    | 1    | 0    |      |      | 5    | 0    | 33   | 0    |
| 유벤투스     | 2014-15 | 10   | 0    | 1    | 0    |      |      | 6    | 0    | 17   | 0    |
| 유벤투스     | 2015-16 | 31   | 1    | 2    | 0    | 1    | 0    | 8    | 0    | 42   | 1    |
| 유벤투스     | 2016-17 | 23   | 0    | 5    | 0    |      |      | 11   | 0    | 39   | 0    |
| 유벤투스     | 2017-18 | 25   | 0    | 4    | 0    | 1    | 0    | 8    | 0    | 38   | 0    |
| 유벤투스     | 2018-19 | 7    | 0    |      |      |      |      | 3    | 0    | 10   | 0    |
| 유벤투스     | 소계    | 206  | 2    | 21   | 0    | 4    | 0    | 50   | 0    | 281  | 2    |

## 경력

#### 론디넬라
- 세리에 D : 1998–99

#### 아스콜리 칼초 1898
- 세리에 C1 : 2001-02
- 수페르코파 디 레가 디 프리마 디비시오네 : 2001-02

#### VfL 볼프스부르크
- 분데스리가 : 2008-09

#### 유벤투스
- 세리에 A : 2011-12, 2012-13, 2013-14, 2014-15, 2015-16, 2016-17, 2017-18, 2018-19
- 코파 이탈리아 : 2014-15, 2015-16, 2016-17, 2017-18
- 수페르코파 이탈리아나 : 2012, 2013, 2015, 2018
- UEFA 챔피언스리그 준우승 : 2014-15, 2016-17

#### 이탈리아
- UEFA U-21 유로 : 2004
- 올림픽 동메달 : 2004
- FIFA 월드컵 : 2006
- UEFA 유로 준우승 : 2012
- FIFA 컨페더레이션스컵 3위 : 2013

### 개인
- 세리에 A 올해의 팀 : 2011-12, 2012-13, 2013-14, 2015-16
- UEFA 챔피언스리그 그룹 스테이지의 팀 : 2015
- 가에타노 시레아 경력모범상 : 2017
- 이탈리아 공화국 공로장 5등급 (Cavaliere OMRI) : 2004
- 이탈리아 공화국 공로장 4등급 (Ufficiale OMRI) : 2006
- 이탈리아 올림픽 위원회 공로장 : 2006[16]